# Rackets als Jocs Olímpics d'estiu de 1908 - Individual
La prova individual de rackets va ser una de les dues de rackets que es disputaren als Jocs Olímpics de Londres de 1908.

## Medallistes
| Or              | Plata            | Bronze                                        |
| Evan Noel (GBR) | Henry Leaf (GBR) | John Jacob Astor (GBR) · Henry Brougham (GBR) |

## Resultats

### Posició
| Posició | Non              | País       |
| ------- | ---------------- | ---------- |
| 1       | Evan Noel        | Regne Unit |
| 2       | Henry Leaf       | Regne Unit |
| 3       | John Jacob Astor | Regne Unit |
| 3       | Henry Brougham   | Regne Unit |
| 5       | Vane Pennell     | Regne Unit |
| 6       | Cecil Browning   | Regne Unit |

### Quadre
Abans d'arribar a semifinals es van disputar dues rondes prèvies. En la primera Evan Noel s'imposà a Cecil Browning i en la segona el mateix Noel guanyà a Vane Pennell.
|  | Semifinals     | Semifinals       |  |  | Final           | Final |  |
|  |                |                  |  |  |                 |       |  |
|  |                |                  |  |  |                 |       |  |
|  | Noel (GBR)     | 3                |  |  |                 |       |  |
|  | Astor (GBR)    | 0                |  |  |                 |       |  |
|  |                |                  |  |  |                 |       |  |
|  |                |                  |  |  |                 |       |  |
|  |                |                  |  |  | Evan Noel (GBR) | w/o1  |  |
|  |                | Henry Leaf (GBR) |  |  |                 |       |  |
|  |                |                  |  |  |                 |       |  |
|  |                |                  |  |  |                 |       |  |
|  |                |                  |  |  |                 |       |  |
|  |                |                  |  |  |                 |       |  |
|  | Leaf (GBR)     | 3                |  |  |                 |       |  |
|  | Brougham (GBR) | 0                |  |  |                 |       |  |

¹ Leaf es va trencar la mà en la competició de dobles i es va veure obligat a retirar-se de la final; Noel va ser guardonat amb la medalla d'or.